# Huang Bowen
Huang Bowen (chin. upr. 黄博文, chin. trad. 黃博文, pinyin Huáng Bówén; ur. 13 lipca 1987 w Changsha) – chiński piłkarz występujący na pozycji pomocnika. Zawodnik klubu Guangzhou Evergrande.

## Kariera klubowa
Huang zawodową karierę rozpoczynał w 2004 w zespole Beijing Hyundai z Chinese Super League. W debiutanckim sezonie 2004 w tych rozgrywkach wystąpił 6 razy i strzelił 1 gola, a w lidze zajął z klubem 7. miejsce. W 2006 Beijing Hyundai zmienił nazwę na Beijing Guo’an. W 2007 Huang wywalczył z nim wicemistrzostwo Chin, a w 2009 roku zdobył mistrzostwo Chin.
10 lutego 2011 Huang Bowen dołączył do klubu Jeonbuk Motors z K-League, a 6 marca 2011 zadebiutował w meczu ligowym przeciwko Chunnam Dragons w przegranym 1:0.
Huang Bowen od 7 lipca 2012 występuje w Guangzhou Evergrande.

## Kariera reprezentacyjna
W reprezentacji Chin Huang zadebiutował 25 maja 2008 w wygranym 2:0 towarzyskim meczu z Jordanią.
W 2011 został powołany do kadry na Puchar Azji.